# Canton de la Rochelle-1
Le canton de la Rochelle-1 est une circonscription électorale française de la ville de La Rochelle, située dans le département de la Charente-Maritime et la région Nouvelle-Aquitaine.
À la suite du redécoupage cantonal de 2014, les limites territoriales du canton sont remaniées.

## Géographie
Ce canton est organisé autour de La Rochelle dans l'arrondissement de La Rochelle. Son altitude varie de 0 m (La Rochelle) à 28 m (La Rochelle) pour une altitude moyenne de 4 m. Le canton regroupe une grande partie de l'ouest rochelais avec les quartiers de La Pallice, Saint Maurice, Port-Neuf et une partie de celui de Laleu.

## Histoire
Un nouveau découpage territorial de la Charente-Maritime entre en vigueur en mars 2015, défini par le décret du 27 février 2014, en application des lois du 17 mai 2013 (loi organique 2013-402 et loi 2013-403). Les conseillers départementaux sont, à compter de ces élections, élus au scrutin majoritaire binominal mixte. Les électeurs de chaque canton élisent au Conseil départemental, nouvelle appellation du Conseil général, deux membres de sexe différent, qui se présentent en binôme de candidats. Les conseillers départementaux sont élus pour 6 ans au scrutin binominal majoritaire à deux tours, l'accès au second tour nécessitant 10 % des inscrits au 1er tour. En outre la totalité des conseillers départementaux est renouvelée. Ce nouveau mode de scrutin nécessite un redécoupage des cantons dont le nombre est divisé par deux avec arrondi à l'unité impaire supérieure si ce nombre n'est pas entier impair, assorti de conditions de seuils minimaux. Dans le Charente-Maritime, le nombre de cantons passe ainsi de 51 à 27. La composition du canton de la Rochelle-1 est remaniée.

## Représentation

### Conseillers d'arrondissement du canton de La Rochelle-Ouest (de 1833 à 1940)
Le canton de La Rochelle-Ouest avait deux conseillers d'arrondissement.
| Période                                  | Période      | Identité                                         | Étiquette             | Qualité |
| ---------------------------------------- | ------------ | ------------------------------------------------ | --------------------- | --- |
| 1833                                     | 1848         | Joseph Paul Beltremieux (1785-1861)              |                       | Agent de change à La Rochelle                                                                               |
| 1833                                     | 1839         | Pierre Joseph Arzace Morin                       |                       | Notaire, adjoint au maire de La Rochelle                                                                    |
|                                          |              |                                                  |                       | |
| 1852                                     | 1868 (décès) | Joseph de Barbeyrac de Saint-Maurice (1796-1868) |                       | Capitaine d'infanterie, propriétaire à La Rochelle                                                          |
| 1852                                     |              | M. Godet                                         |                       | |
|                                          |              |                                                  |                       | |
| 1868                                     | 1871         | Gustave Garreau                                  |                       | Adjoint au maire de La Rochelle                                                                             |
|                                          |              |                                                  |                       | |
|                                          | 1880         | Théophile Babut                                  | Républicain           | Banquier à La Rochelle                                                                                      |
| 1880                                     | 1886         | M. Cunin                                         | Républicain           | Notaire honoraire, La Rochelle                                                                              |
| 1883                                     |              | Arthur Verdier                                   |                       | Armateur à La Rochelle                                                                                      |
| 1886                                     | 1892         | Louis Eugène Meyer                               |                       | Courtier maritime à La Rochelle                                                                             |
| 1892                                     | 1896 (décès) | Jean Paul Jules Barthe (1824-1896)               | Opportuniste          | Médecin major en retraite, adjoint au maire de La Rochelle                                                  |
| 1892                                     | 1901         | Alcide Charles Jean Dessalines d'Orbigny         | Opportuniste          | Maire de La Rochelle (1893-1905)                                                                            |
| 4 Oct.1896                               | 1907         | Harry Chatonet (1863-1941)                       | Républicain           | Avoué près le Tribunal civil, adjoint au maire de La Rochelle                                               |
| 1901                                     | 1907         | Jules Prunier (1837-1911)                        |                       | Maire de Nieul-sur-Mer                                                                                      |
| 1907                                     | 1919         | Auguste Cossevin (1854-1929)                     | Radical               | Ingénieur des travaux publics, maire de Nieul-sur-Mer (1904-1918)                                           |
| 1907                                     | 1921 (décès) | Adolphe Proriol (1851-20 mai 1921)               | Radical               | Directeur honoraire de l'École Normale de La Rochelle                                                       |
| 1919                                     | 1931         | Alfred Gelézeau                                  | Républicain démocrate | Adjoint au maire de La Rochelle                                                                             |
| 10 juillet 1921                          | 1925         | Charles Dervau                                   |                       | Propriétaire à L'Houmeau                                                                                    |
| 1925                                     | 1927 (décès) | Louis Princé (1863-1927)                         | RG                    | Notaire, conseiller municipal de La Rochelle                                                                |
| 12 février 1928                          | 1931         | Fernand Castaing (1874-1961)                     | Républicain modéré    | Armateur à La Rochelle, membre de la Chambre de commerce                                                    |
| 1931                                     | 1940         | Gabriel Chobelet                                 | Rad.                  | Officier de marine, maire de Nieul-sur-Mer (1930-1969)                                                      |
| 1931                                     | 1940         | Paul Villetorte                                  | Rad.                  | Pilote, conseiller municipal puis adjoint au maire de La Rochelle                                           |
| 1940                                     |              |                                                  |                       | Les conseils d'arrondissement ont été suspendus par la loi du 12 octobre 1940 et n'ont jamais été réactivés |
| Les données manquantes sont à compléter. |              |                                                  |                       | |

### Conseillers généraux de l'ancien canton de La Rochelle-Ouest (1833 à 1973)
| Période | Période      | Identité                                   | Étiquette     | Qualité |
| ------- | ------------ | ------------------------------------------ | ------------- | --- |
| 1833    | 1848         | Louis-Benjamin Fleuriau de Bellevue        |               | Propriétaire, naturaliste et philanthrope Député (1820-1831) Conseiller municipal de La Rochelle (1804-1852) |
| 1848    | 1880         | Édouard Emmery                             | Républicain   | Capitaine d'artillerie Propriétaire, maire de La Rochelle (1842-1848 et 1860-1867)                           |
| 1880    | 1886 (décès) | Théophile Babut                            | Républicain   | Banquier Président de la Chambre de commerce de La Rochelle, conseiller d'arrondissement                     |
| 1886    | 1892         | Wladimir Mörch (1832-1913)                 | Républicain   | Armateur Conseiller municipal de La Rochelle Président de la Chambre de commerce                             |
| 1892    | 1904         | Louis Eugène Meyer (1829-1917)             | Républicain   | Courtier maritime, conseiller municipal de La Rochelle                                                       |
| 1904    | 1928         | Maurice Boutiron                           | Républicain   | Médecin, maire de Saint-Xandre                                                                               |
| 1928    | 1940         | Octave Bigois (1894-1949)                  | PSdF          | Médecin, conseiller municipal de La Rochelle                                                                 |
|         |              |                                            |               | |
| 1945    | 1949 (décès) | Octave Bigois                              | DVG           | Médecin à La Rochelle                                                                                        |
| 1949    | 1955         | Étienne Madelin (1901-1978)                | RPF puis RS   | Représentant de commerce puis industriel Ancien lieutenant de vaisseau, membre des Français Libres           |
| 1955    | 1961         | René Bernard de Saint-Affrique (1890-1970) | CNIP          | Ingénieur Maire de La Rochelle (1951-1958)                                                                   |
| 1961    | 1967         | André Salardaine                           | UDR           | Militaire Maire de La Rochelle (1959-1971) Député (1962-1967)                                                |
| 1967    | 1973         | Michel Crépeau                             | Rad. puis MRG | Avocat au barreau de La Rochelle Député (1973-1999) Maire de La Rochelle (1971-1999)                         |

### Conseillers généraux du canton de La Rochelle-1 de 1973 à 2015
| Période | Période | Identité           | Étiquette   | Qualité                                                                                                 |
| ------- | ------- | ------------------ | ----------- | --- |
| 1973    | 1982    | Michel Crépeau     | MRG         | Avocat Député (1973-1981, 1986-1993 et 1997-1999) Ministre (1981-1986) Maire de La Rochelle (1971-1999) |
| 1982    | 1985    | Gérard Gomès       | PS          | Entrepreneur à La Rochelle Élu en 1985 dans le Canton de La Rochelle-9                                  |
| 1985    | 1998    | Andrée Renouard    | MRG         | Commerçante Adjointe au maire de La Rochelle                                                            |
| 1998    | 2015    | Gilles Gautronneau | PRG puis PS | Chef d'entreprise Ancien adjoint au maire de La Rochelle                                                |

### Conseillers départementaux à partir de 2015
| Période élective | Période élective | Mandat | Mandat   | Identité                 | Nuance | Nuance | Qualité                                                                                   |
| ---------------- | ---------------- | ------ | -------- | ------------------------ | ------ | ------ | ----------------------------------------------------------------------------------------- |
| 2015             | 2021             | 2015   | 2021     | Marylise Fleuret-Pagnoux |        | PRG    | Adjointe au maire de La Rochelle Ancienne conseillère générale du Canton de La Rochelle-3 |
| 2015             | 2021             | 2015   | 2021     | Pierre Malbosc           |        | PRG    | Chef d'entreprise, ancien adjoint au Maire de La Rochelle                                 |
| 2021             | 2028             | 2021   | en cours | Christophe Bertaud       |        | DVG    | Gestionnaire marchés publics au Grand Port maritime Adjoint au maire de La Rochelle       |
| 2021             | 2028             | 2021   | en cours | Marylise Fleuret-Pagnoux |        | PRG    | Conseillère sortante, conseillère municipale déléguée, La Rochelle                        |

### Résultats détaillés

#### Élections de mars 2015
À l'issue du 1er tour des élections départementales de 2015, deux binômes sont en ballottage : Marylise Fleuret-Pagnoux et Pierre Malbosc (PRG, 23,53 %) et Gilles Gautronneau et Danièle Lacote (PS, 22,7 %). Le taux de participation est de 43,69 % (7 832 votants sur 17 925 inscrits) contre 50,08 % au niveau départementalet 50,17 % au niveau national.
Au second tour, Marylise Fleuret-Pagnoux et Pierre Malbosc (PRG) sont élus avec 54,28 % des suffrages exprimés et un taux de participation de 37,72 % (3 129 voix pour 6 762 votants et 17 925 inscrits).
Marylise Fleuret-Pagnoux est membre du MRSL.

#### Élections de juin 2021
Le premier tour des élections départementales de 2021 est marqué par un très faible taux de participation (33,26 % au niveau national). Dans le canton de la Rochelle-1, ce taux de participation est de 26,33 % (4 834 votants sur 18 361 inscrits) contre 33,83 % au niveau départemental. À l'issue de ce premier tour, deux binômes sont en ballottage : Christophe Bertaud et Marylise Fleuret-Pagnoux (DVG, 28,83 %) et David Blaise-Martin et Carine Gendre (binôme écologiste, 20,87 %).
Le second tour des élections est marqué une nouvelle fois par une abstention massive équivalente au premier tour. Les taux de participation sont de 34,3 % au niveau national, 34,56 % dans le département et 26,13 % dans le canton de la Rochelle-1. Christophe Bertaud et Marylise Fleuret-Pagnoux (DVG) sont élus avec 51,71 % des suffrages exprimés (2 236 voix pour 4 796 votants et 18 355 inscrits),,.

## Composition

### Ancien canton de La Rochelle Ouest (1833 à 1973)
Communes de :
- La Rochelle (ouest)
- Esnandes
- L'Houmeau
- Marsilly
- Nieul
- Saint-Xandre

### Composition de 1973 à 2015

Situation du canton de la Rochelle-1 dans le département de la Charente-Maritime avant 2015.

Le canton de La Rochelle 1er Canton se composait d’une fraction de la commune de La Rochelle.

### Composition à partir de 2015
| Nom                                 | Code Insee | Intercommunalité  | Superficie (km2) | Population (dernière pop. légale)                | Densité (hab./km2) | Modifier                                    |
| ----------------------------------- | ---------- | ----------------- | ---------------- | ------------------------------------------------ | ------------------ | ------------------------------------------- |
| La Rochelle (bureau centralisateur) | 17300      | CA de La Rochelle | 28,43            | Fraction : 27 060 (2022) Commune : 79 961 (2022) | 2 813              | modifier les données · modifier les données |
| Canton de la Rochelle-1             | 1714       |                   |                  | 27 060 (2022)                                    |                    | modifier les données                        |

Le canton de la Rochelle-1 comprend la partie de la commune de la Rochelle située à l'ouest d'une ligne définie par l'axe des voies et limites suivantes : depuis le littoral, chemin de la digue de Richelieu, rue Philippe-Vincent, boulevard Winston-Churchill, avenue du Maréchal-Juin, avenue Jean-Guiton, avenue Pierre-Loti, ligne de chemin de fer, avenue de la Porte-Dauphine, avenue de Fétilly, place du Champ-de-Mars, avenue du 11-Novembre-1918, jusqu'à la limite territoriale de la commune de Lagord.

## Démographie

### Démographie avant 2015
| 1975 | 1982 | 1990  | 1999  | 2006   | 2011  | 2012  |
| ---- | ---- | ----- | ----- | ------ | ----- | ----- |
| -    | -    | 9 503 | 9 691 | 10 064 | 8 714 | 8 835 |

### Démographie depuis 2015
En 2022, le canton comptait 27 060 habitants, en évolution de +1,63 % par rapport à 2016 (Charente-Maritime : +4,04 %, France hors Mayotte : +2,11 %).
| 2013   | 2018   | 2022   |
| ------ | ------ | ------ |
| 25 953 | 26 411 | 27 060 |